# Sainte-Croix-de-Verdon
Sainte-Croix-de-Verdon (także: Sainte-Croix-du-Verdon) to miejscowość i gmina we Francji, w regionie Prowansja-Alpy-Lazurowe Wybrzeże, w departamencie Alpy Górnej Prowansji.

## Nazwa
Gmina znajduje się nad brzegiem sztucznego jeziora Lac de Sainte-Croix, które swoją nazwę przyjęło właśnie od jej nazwy.

## Demografia
Według danych na rok 1990 gminę zamieszkiwało 87 osób, a gęstość zaludnienia wynosiła wówczas 6 osób/km². W 1999 było tu 102 mieszkańców, gęstość zaludnienia - 7 osób/km²; natomiast w styczniu 2015 r. Sainte-Croix-de-Verdon zamieszkiwały 123 osoby, przy gęstości zaludnienia wynoszącej 9 osób/km².